# Kroatische Musikunion
Hrvatska Glazbena Unija (dt.: Kroatische Musikunion) ist eine gemeinnützige Vereinigung von Musikern in Kroatien. Die Vereinigung informiert ihre Mitglieder darüber, welche Rechte sie bezüglich ihrer auszuzahlenden Honorare oder zum Schutz ihres geistigen Eigentums haben. Des Weiteren werden die Musiker dahingehend unterstützt ihren Status in den Sozialversicherungen zu regeln sowie leichter Visen und Arbeitserlaubnisse im Ausland zu erhalten.

## Entstehung
Die kroatische Musikunion ist aus der gemeinnützigen Organisation Croatian Band Aid entstanden.  Das Ziel dieser Vereinigung war es während des Kroatien-Krieges materielle Hilfe  für die Flüchtlinge, die Verteidigung und den Neuaufbau Kroatiens zu sammeln.  Die Musiker traten an der Front auf, organisierten humanitäre Konzert für die Verletzten und Vertriebenen. Des Weiteren treten viele Musiker auch außerhalb Kroatiens auf, um die Wahrheit über Kroatien zu verbreiten. Das Lied Moja domovina (dt.: Meine Heimat) vereint die bekanntesten Künstler Kroatiens in einem Lied. Das Lied gehört auch zu den erfolgreichsten Liedern überhaupt.
Ende 1992 ist aus diesem Projekt die kroatische Musikunion entstanden, deren Gründer zu den bekanntesten kroatischen Musikern gehören. Kroatische Künstler nehmen auch heute noch gemeinsam Lieder für humanitäre Projekte auf.
Die Gründungsmitglieder sind:
Tomislav Ivčić, Paolo Sfeci, Siniša Doronjga, Branko Paić, Jura Pađen, Nenad Drobnjak, Mladen Bodalec, Antun Tuna Pavić, Stjepan Jimy Stanić, Zrinko Tutić, Vedran Božić, Krešo Blažević, Marijan Brkić, Robert Mareković, Željko Bručić, Silvio Pasarić, Silvestar Dragoje, Tomislav Šojat, Zvonimir Bučević, Slavko Remenarić, Darko Glavan und Branko Knežević